# 雅罗斯拉夫·热扎奇
雅罗斯拉夫·热扎奇（捷克語：Jaroslav Řezáč，1886年2月6日—1974年5月29日），捷克男子冰球运动员。他曾入选1924年和1928年冬季奥林匹克运动会捷克斯洛伐克男子冰球队名单，但均未上场参赛。